# 内川藍維
内川 藍維（うちかわ あい、1972年2月27日 - ）は、日本の女性声優。埼玉県出身。シグマ・セブン所属。一時期は内川 藍という名義で活動していた時期もある。

## 略歴
岩居由希子とは勝田声優学院9期の同期生である。
映画『ジェルミナル』で声優デビュー。
オフィス薫を経て、1999年からシグマ・セブンに所属。
劇団「感魂創祭」のメンバーとしても活動していた。

## 人物
特技は水泳。趣味は音楽鑑賞、歌唱、ドライブ。

## 出演
太字はメインキャラクター。

### テレビアニメ
1996年
- 超者ライディーン（西条きらり）
- 勇者指令ダグオン（バレー部員）

1997年
- しましまとらのしまじろう（緑の子供B、春からの手紙、菜の花）
- 忍ペンまん丸（真美子）
- バンブー・ベアーズ（ロシータ）
- 名探偵コナン（1997年 - 2007年、大出祥子、本庄綾佳、女の子）

1998年
- カウボーイビバップ（アナウンス、ミュリエル、機内アナウンス）
- 聖ルミナス女学院（庚申塚ゆきね）
- Night Walker -真夜中の探偵-（秋葉麻美）

1999年
- 下級生（持田真歩子）
- 星界の紋章（フェグダクペ・グレーダ）
- デュアル!ぱられルンルン物語（D、ミーナ・フィッツジェラルド）

2000年
- とっとこハム太郎（2000年 - 2012年、岩田カナ、かぶるくん） - 2シリーズ
- ニャニがニャンだー ニャンダーかめん（コン）

2001年
- 電脳冒険記ウェブダイバー（有栖川ミカ、エンジェ）

2002年
- 超重神グラヴィオン（2002年 - 2004年、テセラ） - 2シリーズ

2003年
- D.C. 〜ダ・カーポ〜（ジャングルレンジャー3号、リンダ）

2004年
- 火の鳥〜太陽編〜（マリモ）
- MADLAX（エリノア・ベイカー）

2006年
- パンプキン・シザーズ（ハンナ）

2007年
- エル・カザド（マルガリータ）
- D.Gray-man（サラ）
- まめうしくん（2007年 - 2008年、まめうし）

2008年
- それいけ!アンパンマン（マジカちゃん〈3代目〉）

2010年
- ひめチェン!おとぎちっくアイドル リルぷりっ（雪森フジコ）

### 劇場アニメ
- 劇場版 とっとこハム太郎 ハムハムランド大冒険（2001年、岩田カナ、かぶるくん）
- 劇場版 とっとこハム太郎 ハムハムハムージャ! 幻のプリンセス（2002年、かぶるくん）
- 劇場版 とっとこハム太郎 ハムハムグランプリン オーロラ谷の奇跡 リボンちゃん危機一髪!（2003年、かぶるくん）
- 劇場版 とっとこハム太郎 はむはむぱらだいちゅ! ハム太郎とふしぎのオニの絵本塔（2004年、かぶるくん）

### OVA
- 女神天国（1995年）
- 転校生（1996年）
- 僕のセクシャルハラスメント（1996年、ジョン）
- 学校の幽霊5（1997年、めぐみ、桜子）
- 青の6号（1998年、ミューティオたち）
- エルフ版下級生 〜あなただけを見つめて〜（1998年、持田真歩子、女生徒）
- YU-NO（1998年 - 1999年、有馬亜由美/神帝）
- リフレインブルー（2000年、早瀬雫）
- マジンカイザー（2001年 - 2003年、弓さやか） - 2作品[一覧 1]
- 名探偵コナン 謎のすい星怪獣を追え!（2001年、藤森かおる）
- とっとこハム太郎 〜ママをたずねて三千てちてち〜（2002年 - 2004年、岩田カナ〈第3作のみ〉、かぶるくん）
- Happy World!（2002年、大村早苗）
- ふたりエッチ（2002年、かおる）
- 星界の戦旗III（2005年、グレーダ）
- 天地無用！GXP〜パラダイス始動編〜（2023年、D）

### 一般ゲーム
- ヴァリアブル・ジオ（1996年、看護婦）
- 忍ペンまん丸（1997年、真美子） - SS版
- UNDERCOVER AD2025 Kei（2000年、サミー）
- スキャンダル（2000年、望月のどか）
- 着信メロディだもん volume.4（2000年、音声ガイド）
- まーじゃん de あそぼ（2000年、松崎真奈美）
- EVE The Fatal Attraction（2001年、六条夕子）
- 火焔聖母 〜The Virgin on Megiddo〜（2001年、シスター・マドレーヌ）
- スーパーロボット大戦GC / XO（2004年 - 2006年、クワサン・オリビー、弓さやか） - 2作品
- 家族計画 〜心の絆〜（2005年、劉楓）
- スーパーロボット大戦DD（2019年 - 2023年、弓さやか）
- 機動戦隊アイアンサーガ（2020年、弓さやか[13]）
- スーパーロボット大戦30（2021年、クワサン・オリビー）

### アダルトゲーム
- High school Terra Story（1997年、千穂）
- Girl Doll Toy（1997年、エリカ）
- College Terra Story（1998年、千穂）
- Girl Doll ToyII ～使者～（1999年、エリカ）

### CD
- 超者ライディーンシリーズ（西条きらり）
- WIRKDAY WARRIORS－恋におちて－
- 星界の紋章（グレーダ）
- ヴァイスクロイツ Dramatic Precious 3rd STAGE HOPELESS ZONE（夕霧）
- 伯爵カインシリーズ・2（サビーナ）
- Girl Doll Toy（エリカ）
- 同級生 〜恋愛専科〜2（北川千尋）
- 人形草紙あやつり左近〜異聞 夢話悲恋幻想奇譚〜（春香）
- 下級生 Radio Avenue（持田真歩子）
- ハートもエースも僕のもの（御鏡撫子）
- 東京ミッドナイト（木島百合子）
- PREMIRE－プレミア－春を抱いていた（有川靖恵）
- 恋のからさわぎ（少女A）
- 鬼の風水シリーズ(筒井一美)
- 家族計画 〜邂逅〜（劉楓）
- ミックス★ミックス★チョコレート（実行委員）
- エルフ版 下級生 -Melody-（おやすみ）
- どんどんぐりぐりどんぐりドン！ ハムちゃんずどんぐり隊（どんどんぐりぐり、どんぐりドン! / のらハム行進曲 / 木の実のプレゼント）

### 吹き替え

#### 映画
- 蛾人間モスマン（キャサリン・グラント〈ジュエル・ステイト〉）
- キャッチ・ミー・イフ・ユー・キャン（ジョアナ〈ケイトリン・ダブルデイ〉）
- 50回目のファースト・キス
- サスペリア（スージー・バニヨン〈ジェシカ・ハーパー〉）
- ジェルミナル
- ジョン・グリシャムの依頼人（ジェンナ）
- ジンジャー・スナップス（ブリジット・ファッツァート）
- スクール・デイズ（メガネ）
- ストレンジャー（ちょい）
- セブン
- センターステージ（モーリーン）
- ディープ・フィアー（アンネ）
- ティーンズ救命隊（アマンダ）
- パリの恋人（マリオン）※ソフト版
- ブギーナイツ（シェリル・リン〈ローレル・ホロマン〉）
- ブラム・ストーカーズ　マミー（リリー）
- ミッション:インポッシブル（ハンナ・ウイリアムズ〈インゲボルガ・ダクネイト〉）※テレビ朝日版
- U・M・A レイク・プラシッド（ジェイニー）
- ラブソングができるまで（コーラ・コーマン〈ヘイリー・ベネット〉）
- REM レム（セイディ・クラム〈エミリー・バーグル〉）

#### テレビドラマ
- エイリアス 2重スパイの女（エイミー）
- 刑事ナッシュ・ブリッジス（キャシディ・ブリッジス〈ジョディ・リン・オキーフ〉）
- コールドケース7 ザ・ファイナル（若いグレイス・スターン〈アシュレー・ジョンソン〉）
- トゥルー・コーリング #10（キャンダス〈ジョディ・リン・オキーフ〉）
- 犯罪捜査官ネイビーファイル2（廷吏）
- フェリシティの青春（アドバイザー、ストーリー、学生）
- 碧血剣（阿九）

#### アニメ
- くまのパディントン
- MEG&MOG（メグ）

### 舞台
- 劇団プレイヤーズ・ステーション 野生の女（テレーズ）
- オルフェとユリディス（ユリディス）
- TAC三原塾 三人姉妹（イリーナ）
- 奇跡の人（ケート・ケラー）
- 劇団感魂創祭 ころさ（若林玲香）
- 劇団感魂創祭 コツゼンと横山さん（横山まりこ）

### その他コンテンツ
- AM神戸(ラジオ関西)　「四ツ谷式Cyber Project」（内川藍維のやさしくしてね）
- おうた+メッセージコレクション（かぶるくん）
- すごメロ取り放題 CM（ナレーター）
- 原子力（ナレーション）
- カネボウ店頭用ビデオ
- 永井真理子ライブビデオ
- GF95Advanced Ver2.0（アプリケーション）
- 第一生命VP
- 魔法店舗カナルナ（セリ）
- THE SONG SHOW!!（ライブ）
- まんがビデオ 宇宙海賊キャプテンハーロック（有紀螢）

### シリーズ一覧
1. ↑  『マジンカイザー』（2001年 - 2002年）、『死闘！暗黒大将軍』（2003年）